# ماهی‌های ماردندان
ماهی‌های ماردندان (نام علمی: Chiasmodontidae) نام یک تیره از راسته سوف‌ماهی‌سانان است.